# Alberte Pullman
Pour les articles homonymes, voir Pullman.
Alberte Pullman, née Bucher à Nantes le 26 août 1920 et morte le 7 janvier 2011 à Paris, est une chimiste théoricienne et quanticienne française.

## Biographie
Alberte Pullman commence ses études à la faculté des sciences de Paris en 1938 ; elle effectue durant cette période des calculs au CNRS. À partir de 1943 elle travaille avec Raymond Daudel. Elle obtient son doctorat en 1946. 
Elle épouse après la guerre Bernard Pullman et travaille avec lui jusqu'à la mort de ce dernier en 1996. Ils publient ensemble plusieurs livres dont Quantum Biochemistry. Leurs travaux dans les années 1950 et 1960 se situent à la fondation de la biochimie quantique, qu'ils sont les premiers à appliquer pour étudier les propriétés cancérogènes des composés aromatiques.
Alberte Pullman était membre de l'Académie internationale des sciences moléculaires quantiques et de l'International Society of Quantum Biology and Pharmacology.